# Prunus phaeosticta
Prunus phaeosticta är en rosväxtart som först beskrevs av Henry Fletcher Hance, och fick sitt nu gällande namn av Carl Maximowicz. Prunus phaeosticta ingår i släktet prunusar, och familjen rosväxter.

## Underarter
Arten delas in i följande underarter:
- P. p. lasioclada
- P. p. puberula
- P. p. dentigera